# Eugen Wiškovský

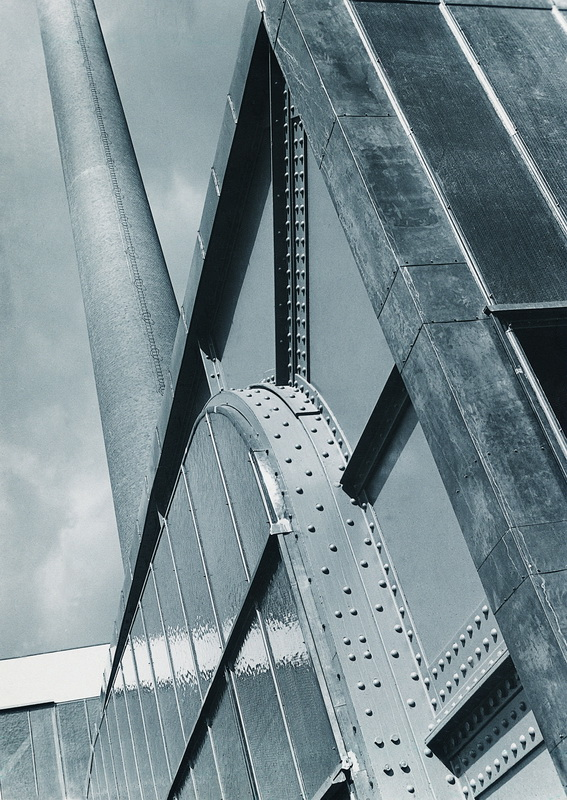
Eugen Wiškovský: detail průčelí elektrárny ESSO v Kolíně, 1932, architekt: Jaroslav Fragner
^{fotografii laskavě poskytl: Malostranský archiv Jaroslava Fragnera}

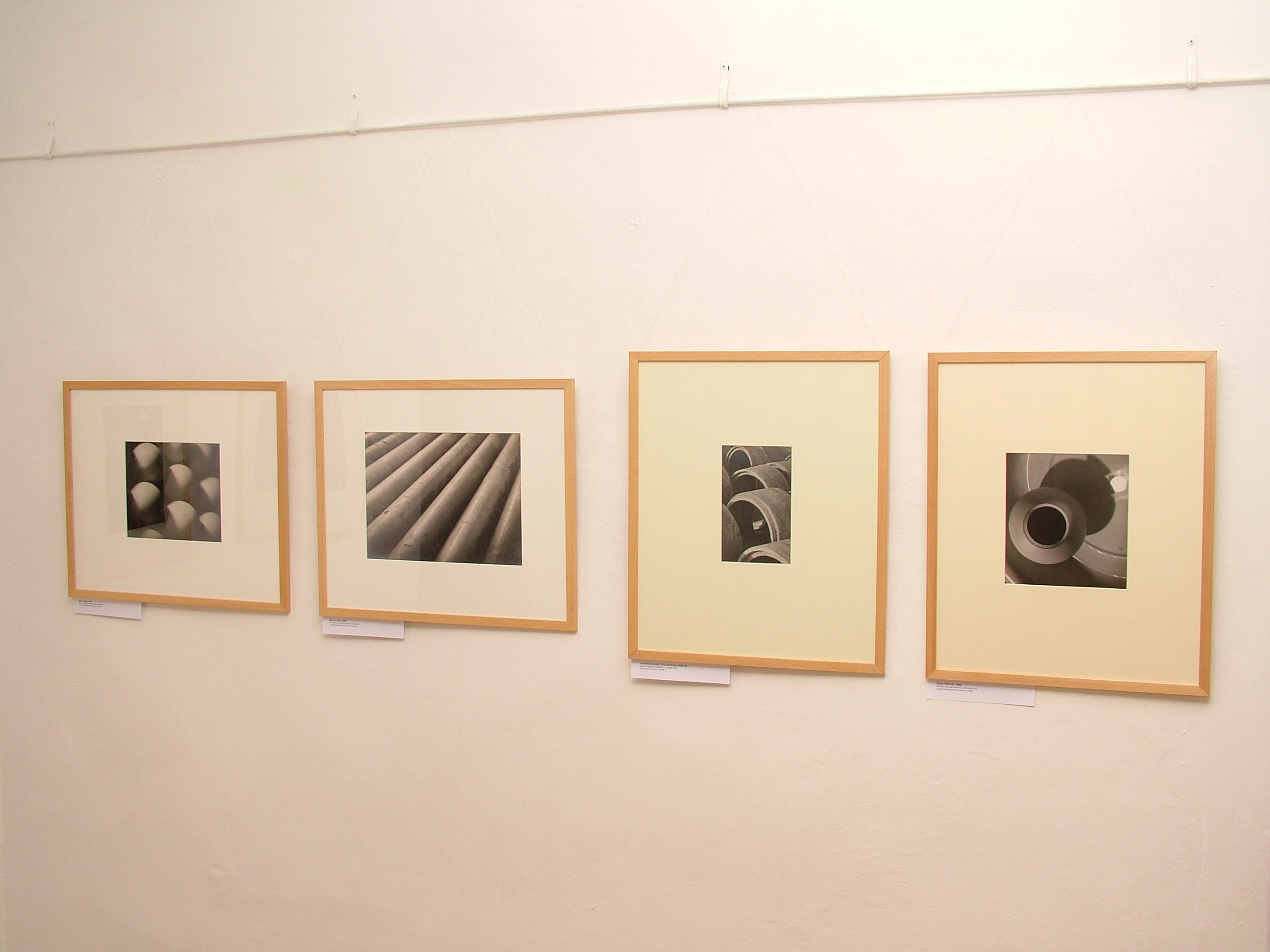
Fotografie Eugena Wiškovského na výstavě Funkeho Kolín 2007

Eugen Wiškovský (20. září 1888 Dvůr Králové – 15. ledna 1964 Praha) byl český pedagog, filolog a amatérský fotograf.

## Život
Vystudoval filologii v Praze a v Ženevě. Od roku 1912 byl profesorem na gymnáziu v Kolíně, kde byl jeho žákem Jaromír Funke, s nímž se spřátelil. V roce 1937 se přestěhoval do Prahy, kde učil na reálce v Ječné ulici a od roku 1946 na dívčím reálném gymnáziu v Libni. Zabýval se také psychoanalýzou a překládal (např. spisy Sigmunda Freuda).
Od roku 1930 byly fotografie Eugena Wiškovského publikovány v knihách a časopisech. V roce 1936 vystavoval v Kolíně a v Praze. V letech 1940 – 1948 psal články do fotografických časopisů. V letech 1940 – 1941 se podílel s Jaromírem Funkem a Josefem Ehmem na vydávání časopisu Fotografický obzor.
Fotografie Eugena Wiškovského, který patří k předním českým fotografům 30. let, jsou zaměřeny na tvar a estetiku fotografovaného předmětu (průmyslová architektura, krajina, geometrické detaily).

## Články Eugena Wiškovského
- Tvar a motiv. Fotografický obzor č. 10, 1940.
- Dezorientace v názoru na fotografii. Fotografický obzor č. 11, 1940.
- Zobrazení, projevy a sdělení. Fotografický obzor č. 1, 1941.
- Oproštěním k projevu. Fotografický obzor č. 3, 1941.
- Proměnlivá tvář krajiny. Fotografie č. 2, 1946.
- Proč fotografujeme krajiny. Čs. fotografie č. 6, 1947.
- K fotografování aktu. Zpravodaj fotografů č. 11, 1947.
- K psychologii fotografického účinu. Fotografie č. 1, 1948.
- Fotografie jako projev. Zpravodaj fotografů č. 3, 1948.
- Cesty k motivu. Fotografie č. 5, 1948.

## Výstavy
- Funkeho Kolín 2007